# Miss Pará 2018
Miss Pará Be Emotion 2018 foi a 61ª edição do tradicional concurso de beleza feminino de Miss Pará, válido para a disputa de Miss Brasil 2018, único caminho para o Miss Universo. Vinte e três (23) candidatas participaram da edição. O concurso foi coordenado por Herculano Silva, Mauro Antônio Ferreira e Kaiann Lobo, o evento teve seu ápice no dia 21 de Abril de 2018, quando a Miss Pará 2017 Stéfany Figueiredo, coroou sua sucessora Ponny Torres de Marabá.

## Resultados

### Colocações
O público pode participar ativamente da disputa comentando a hashtag #Vence + o nome do município da candidata que escolheu como favorita, dentro da foto da página oficial do concurso no Facebook.

| Posição                 | Município e Candidata |
| Vencedora               | - Marabá - Ponnyk Torres |
| 2º. Lugar               | - Barcarena - Kauane Nava |
| 3º. Lugar               | - Belém - Shanti Devi |
| Finalistas              | - Ananindeua - Gisele Rodrigues (4º. Lugar) - Moju - Camila Abreu (5º. Lugar)                                                                                         |
| (TOP 10) Semifinalistas | - Anapu - Mivana Coelho - Itaituba - Miuria Goes - Parauapebas - Isabelle Souza - Prainha - Natureza Serrão - Redenção -                                              |
| (TOP 15) Semifinalistas | - Pacajá - Beatriz Campos - Uruará - Milena Dorabiato - Bom Jesus do Tocantins (Pará) - Thamyres Teles - Capitão Poço - Aimée Jaime - Porto de Moz - Carolina Toffoli |

### Prêmios Especiais
A miss eleita pelo voto popular entra automaticamente no Top 15.
| Prêmio            | Município e candidata                             |
| Miss Fotogênia    | - Bom Jesus do Tocantins (Pará) - Thamyres Telles |
| Miss Elegância    | - Dom Eliseu - Isadora Ribeiro                    |
| Miss Imprensa     | - Itaituba -Miuria Goes                           |
| Miss Voto Popular | - Pacajá - Beatriz Campos                         |
| Miss Traje Típico | - Augusto Corrêa - Anny Carolinny                 |

## Resposta Final
Questionada pela pergunta final mandada pelo internauta sobre o grande índice de suicídio por conta do crescimento de transtorno psicológicos como depressão, ansiedade e afins. Como uma Miss pode ajudar as pessoas que sofrem desse mal?. A vencedora respondeu:
| “ | Olá Boa noite, boa noite a todos, boa noite jurados! Na minha opinião o papel da miss é representar a sua população de forma mais carismática, mais eficaz, ser inteligente, então o nosso papel é mostrar que nos temos força e que não precisamos se esconder por trás de nenhum medo, nos somos mulheres fortes e nos sabemos passar isso. | ” |

## Programação Musical
Músicas que foram tocadas durante as etapas do concurso:
- Abertura: Crazy in Love de Beyoncé - Coreografia por Luan Branches.
- Desfile de Maiô: Maniac (canção de Michael Sembello) de Michael Sembello
- Desfile de Biquíni: Pretty Hurts de Byoncé
- Desfile de Gala: Summertime Sadness de Lanna Del Ray
- Despedida: Mind Doodles de Alec Troniq

## Candidatas
Disputaram o título este ano:
| - Água Azul do Norte - Alanna Karter - Almeirim - Vanessa Mina - Anapu - Mivana Coelho - Augusto Corrêa - Anny Carolliny - Anajás - Gabriela Neves - Ananindeua - Gisele Rodrigues - Barcarena - Kauane Nava - Belém - Shanti Devi - Bom Jesus do Tocantins (Pará) - Thamyres Teles - Bujaru - July Caroline - Capitão Poço - Aimée Jaime - Dom Eliseu - Isadora Ribeiro | - Igarapé-Miri - Fernanda Costa - Itaituba - Miuria Góes - Marabá - Ponnyk Torres - Melgaço - - Moju - Camila Abreu - Prainha - Natureza Serrão - Pacajá - Beatriz Campos - Parauapebas - Isabelle Sousa - Porto de Moz - Carolina Toffoli - Redenção - - Uruará - Milena Dorabiato |